# Вулканске области
Вулканско област је област Земљине коре која је склона локализованој вулканској активности. Тип и број вулкана који су потребни да би се назвали „поље“ нису добро дефинисани.  Вулканска поља се обично састоје од кластера до 100 вулкана. Могу се појавити као моногенетско вулканско поље или полигенетско вулканско поље.
Вулкани се ретко јављају усамљени и најчешће су груписани. Налазе се на копну и под морем. Укупан број активних вулкана износи 624. Још је већи број угашених вулкана.
Географски распоред и пружање вулканских области на Земљи поклапа се са тектонски нестабилним подручјима Земљине коре. Та узајамна повезаност није случајна. У лабилним деловима Земљина кора је изложена различитим тектонским покретима и поремећајима који се манифестују кроз дуга временска раздобља. Нарочито је упадљива подударност пружања вулканских зона са Средоземном и Пацифичком зоном веначних планина.

## Ватрени појас Пацифика
Ватрени појас Пацифика (Пацифички ватрени појас, Тихоокеански ватрени прстен) је најактивнија вулканска област на Земљиној површини налазе се дуж обода басена Тихог океана и припада јој велики број данашњих активних вулкана, скоро 40%. Само дуж обала Тихог океана налази се преко 320 вулкана. Овај појас почиње на ободу басена Тихог океана са полуострвом Камчатка, на којој има 28 активних и око 160 угашених вулкана. Најзначајнији је Кључевскаја Сопка (4850 м) , један од најактивнијих и највиших вулкана на свету. Идући ка југу, овај се појас наставља преко Курилских острва са 39 активних вулкана, од чега су четири под морем, са највишим и најактивнијим вулканом Алаид (2339 м) на истоименом острву. Од Курилских острва ова зона се наставља на Јапанска острва, где је тренутно око 49 активних вулкана од којих је највиши и најпознатији вулкан Фуџијама (3778 м). Ватрени појас Пацифика наставља се преко Филипина на којима се јавља 12 активних вулкана, даље преко Целебеса и Нове Гвинеје, Нове Британије, Сомолских острва, Нових Хебрида, острва Тонга, Кармадек до Новог Зеланда и Антарктика.
Источни обод ватреног појаса Пацифика почиње са Алеутским острвима на којима се налази 25 активних вулкана, даље преко Аљаске где се диже вулканска купа Катмаја (2286 м), позната по жестоким ерупцијама. Џиновски систем планинског венца Кордиљера и Анда има преко 80 активних вулкана. Најзначајнији вулкани Сјеверне Америке су: Ласен Пик (3181 м), Попокатепетл (5452 м), Оризаба (5700 м) итд. У Андима Јужне Америке најзначајнији су следећи вулкани: Котопакси (5896 м), Чимборасо (6272 м), Мисти (5842 м) и Аконкагва (6962 м), као највиши врх Јужне Америке.
У Тихом океану налазе се Хавајска острва са вулканима: Мауна Лоа (4170 м), Мауна Кеа (4202 м), Килауеа (1247 м) итд.

## Средоземна вулканска област
Средоземна вулканска област обухвата 17 вулкана који су радили у историјско време. Међу њима су најпознатији Везув (1267 м), Етна (3263 м) и Солфатара (458 м). Овој зони у средоземном мору припадају Еолска или Липарска острва то је вулкански архипелаг у Тиренском мору северно од Сицилије. Сва острва су вулканскога порекла са вулканима Волкано (500 м), Стромболи (928 м) и Санторин. Стромболи је до данашњега времена активан вулкан. Стромболи је данас једини активни вулкан у Европи поред Етне.

## Средњoатлантски гребен
Средњoатлантски гребен је вулканска област која се пружа у меридијанском правцу. На северу је велико вулканско острво Исланд које спада у најактивније вулканске области. Од 22 вулкана на Исланду најпознатији су Хекла (1.491m) и Кратер Лаки.
У западном делу Атлантског океана налази се острво Мартиник на којем се налазе вулкани Мон Пеле (1350 м). Новије ерупције јављају се на Азорским острвима. Ове ерупције имају и подморски карактер.

## Област Индијског океана
Област Индијског океана где су вулкани представљени углавном преко вулканских острва које се могу груписати у 3 регије:
- Вулкани Коморских острва, са највишим вулканом Каратела
- Вулкани Каргеленских острва на југу океана
- Вулкани Маскаренских острва, источно од Мадагаскара

## Афричко-Арабијска област
Афричко-Арабијска област у зони познатог Великог афричког рова, који се протеже од Арабијског полуострва и Црвеног мора на северу, преко Источно афричке језерске висије до Мозамбичког канала на југу. Посебан низ меридијанског правца чине вулкани у источној Африци. Нешто мањи број вулкана налази се у зони великих разлома који пресецају велике континенталне плоче као што је афричка. У овој области, најпознатија су два угашена вулкана која спадају у највише планинске врхове у свету: Килиманџаро (5895 м) и Кенија (5199 м).